# Пётровице
Пётровице (пол. Piotrowice) — деревня в Отвоцком повяте Польши, в гмине Карчев. Насчитывала на 2013 год 352 жителя, имеет площадь около 8 км². Находится рядом с рекой Висла.